# ざんばら
「ざんばら」は、近藤真彦の49作目のシングル。2010年2月22日発売された。発売元はジャニーズ・エンタテイメント。

## 概要
本作は歌詞の権利関係上、通常の近藤の音源発売元であるSony Recordsではなく、ジャニーズ・エンタテイメントから発売となった。「※今回の楽曲に関しましてのみ、ジャニーズ・エンタテイメントからの発売となります。」とジャニーズ公式サイトにも記されている。ジャケットに記された「近藤真彦」ロゴは、デビュー曲「スニーカーぶる～す」以来30年ぶりの使用となった。
「ざんばら」とは、女性の「振り乱れた髪」という意味で、大事な女性を失い乱れ苦しむ男性を“ざんばら”の如くさまが描かれている詞である。
歌詞は川内康範が1989年に近藤に歌わせたいと書き下ろしたもので、それに合わせ曲を作り、デビュー30周年を機にリリースされた。歌詞のテーマは別れ。この歌詞がお蔵入りされた理由は、副社長メリー喜多川が1989年に川内から「近藤にぜひ歌わせたい」と本詞を渡された際、1986年に実の母親が亡くなったことから「当時の近藤には歌わせられない」と判断したため。
近藤はデビュー年30周年を迎え、この楽曲を発表する時まで、この詞の存在を知らずにいた。発売にあたり、近藤は2010年1月21日に川内の長男、飯沼春樹の許を訪れ（川内は2008年に他界）、本詞を楽曲として発表することを報告、川内直筆の歌詞を歌詞カードに封入することも了承を得た。川内と近藤は面識がなかったそうである。この事にまつわるエピソードが、TBS系列「中居正広の金曜日のスマたちへ」で紹介された。
今回は、メロディーが異なる2つのバージョンが制作された（ロック調「心 ざんばら」フォーク調「恋 ざんばら」）。歌番組などで一方のバージョンのみを披露する場合、単純に「ざんばら」と表記されることも多い。
2010年11月21日放送「NHKのど自慢」では「恋 ざんばら」を披露。同番組への出演は1997年4月13日以来13年半ぶりだった。第52回日本レコード大賞では「心 ざんばら」が優秀作品賞の最終候補となり、11月19日に行われた審査委員会で最優秀歌唱賞に選出された。近藤は過去に「ギンギラギンにさりげなく」で最優秀新人賞（1981年、第23回）、「愚か者」で大賞（1987年、第29回）を受賞しており、今回の受賞で史上5人目となる主要3賞受賞を達成した。1991年以降、賞レースの参加を辞退してきたジャニーズ事務所所属タレントの20年振りの受賞となり、ジャニーズ側も「近藤は今のジャニーズの若いタレントたちとは違い、レコード大賞に育てられた歌手」として特例で今回の受賞を受諾。ジャニーズ所属者としては20年、自身としては22年ぶりに授賞式に出演することになった。

## 収録曲
全作詞：川内康範
1. 心 ざんばら（3：25）[5]
  - 作曲・編曲：HΛL
2. 恋 ざんばら（4：26）[5]
  - 作曲・編曲：TSUKASA
3. 心 ざんばら -オリジナル・カラオケ-（3：24）[5]
4. 恋 ざんばら -オリジナル・カラオケ-（4：22）[5]